# Novella (Italia)
Novella es una comuna italiana de la provincia autónoma de Trento, región con estatuto especial de Trentino-Alto Adigio.
El actual municipio fue fundado el 1 de enero de 2020 mediante la fusión de las hasta entonces comunas separadas de Revò (la actual capital municipal), Brez, Cagnò, Cloz y Romallo.
En 2021, el municipio tenía una población de 3589 habitantes.
Recibe su nombre del torrente Novella, río de montaña que nace en el Laugenspitze y desemboca en el lago de Santa Giustina. El municipio está formado por un conjunto de pequeñas localidades rurales ubicadas en línea junto a la margen derecha del torrente en su curso bajo. El municipio es limítrofe al norte con la vecina provincia autónoma de Bolzano.